# Course en ligne féminine aux championnats du monde de cyclisme sur route 2004
Navigation
2003 2005
La course en ligne féminine aux championnats du monde de cyclisme sur route 2004 a lieu le 2 octobre 2004 à Vérone en Italie. Elle est remportée par l'Allemande Judith Arndt.

## Classement
|                                    | Coureuse               | Pays        |    | Temps           |
| ---------------------------------- | ---------------------- | ----------- | -- | --------------- |
| Médaille d'or, Coupe du Monde      | Judith Arndt           | Allemagne   | en | 3 h 44 min 38 s |
| Médaille d'argent, Coupe du Monde  | Tatiana Guderzo        | Italie      | +  | 10 s            |
| Médaille de bronze, Coupe du Monde | Anita Valen            | Norvège     |    | 12 s            |
| 4                                  | Trixi Worrack          | Allemagne   |    | 12 s            |
| 5                                  | Modesta Vžesniauskaitė | Lituanie    |    | 12 s            |
| 6                                  | Nicole Brändli         | Suisse      |    | 12 s            |
| 7                                  | Joane Somarriba        | Espagne     |    | 12 s            |
| 8                                  | Svetlana Boubnenkova   | Russie      |    | 12 s            |
| 9                                  | Mirjam Melchers        | Pays-Bas    |    | 12 s            |
| 10                                 | Edita Pučinskaitė      | Lituanie    |    | 12 s            |
| 11                                 | Valentina Polkhanova   | Russie      |    | 12 s            |
| 12                                 | Zoulfia Zabirova       | Russie      |    | 12 s            |
| 13                                 | Oenone Wood            | Australie   |    | 41 s            |
| 14                                 | Lyne Bessette          | Canada      |    | 41 s            |
| 15                                 | Eneritz Iturriaga      | Espagne     |    | 41 s            |
| 16                                 | Deirdre Demet-Barry    | États-Unis  |    | 41 s            |
| 17                                 | Rasa Polikevičiūtė     | Lituanie    |    | 41 s            |
| 18                                 | Susan Palmer-Komar     | Canada      |    | 41 s            |
| 19                                 | Jolanta Polikevičiūtė  | Lituanie    |    | 41 s            |
| 20                                 | Christine Thorburn     | États-Unis  |    | 41 s            |
| 21                                 | Jeannie Longo-Ciprelli | France      |    | 1 min 7 s       |
| 22                                 | Annette Beutler        | Suisse      |    | 1 min 7 s       |
| 23                                 | Edwige Pitel           | France      |    | 1 min 7 s       |
| 24                                 | Nicole Cooke           | Royaume-Uni |    | 1 min 7 s       |
| 25                                 | Linda Serup            | Danemark    |    | 1 min 7 s       |
| 26                                 | Susanne Ljungskog      | Suède       |    | 1 min 11 s      |
| 27                                 | Noemi Cantele          | Italie      |    | 2 min 8 s       |
| 28                                 | Lene Byberg            | Norvège     |    | 2 min 36 s      |
| 29                                 | Magali Le Floc'h       | France      |    | 3 min 30 s      |
| 30                                 | Chantal Beltman        | Pays-Bas    |    | 3 min 30 s      |
| 31                                 | Theresa Senff          | Allemagne   |    | 3 min 38 s      |
| 32                                 | Barbara Heeb           | Suisse      |    | 3 min 38 s      |
| 33                                 | Lada Kozliková         | Tchéquie    |    | 6 min 9 s       |
| 34                                 | Amy Moore              | Canada      |    | 6 min 9 s       |
| 35                                 | Miho Oki               | Japon       |    | 6 min 9 s       |
| 36                                 | Bogumiła Matusiak      | Pologne     |    | 6 min 9 s       |
| 37                                 | Rachel Heal            | Royaume-Uni |    | 6 min 9 s       |
| 38                                 | Clemilda Fernandes     | Brésil      |    | 6 min 9 s       |
| 39                                 | Christiane Soeder      | Autriche    |    | 6 min 9 s       |
| 40                                 | Evy Van Damme          | Belgique    |    | 6 min 9 s       |
| 41                                 | Tatiana Shishkova      | Moldavie    |    | 6 min 9 s       |
| 42                                 | Anna Zugno             | Italie      |    | 6 min 9 s       |
| 43                                 | Corine Hierckens       | Belgique    |    | 6 min 9 s       |
| 44                                 | Élisabeth Chevanne     | France      |    | 6 min 9 s       |
| 45                                 | Trine Hansen           | Danemark    |    | 6 min 9 s       |
| 46                                 | Amber Neben            | États-Unis  |    | 6 min 9 s       |
| 47                                 | Zinaida Stahurskaya    | Biélorussie |    | 6 min 9 s       |
| 48                                 | Sarah Grab             | Suisse      |    | 6 min 9 s       |
| 49                                 | Margaret Hemsley       | Australie   |    | 6 min 9 s       |

|                      | Coureuse                   | Pays       |  | Temps       |
| -------------------- | -------------------------- | ---------- |  | ----------- |
| Autres compétitrices |                            |            |  |             |
| 50                   | Kimberly Bruckner          | États-Unis |  | 6 min 9 s   |
| 51                   | Manon Jutras               | Canada     |  | 6 min 9 s   |
| 52                   | Maribel Moreno             | Espagne    |  | 6 min 9 s   |
| 53                   | Sonia Huguet               | France     |  | 6 min 9 s   |
| 54                   | Erinne Willock             | Canada     |  | 6 min 9 s   |
| 55                   | Dori Ruano                 | Espagne    |  | 6 min 9 s   |
| 56                   | Elsbeth Vink               | Pays-Bas   |  | 6 min 9 s   |
| 57                   | Olivia Gollan              | Australie  |  | 6 min 9 s   |
| 58                   | Tina Liebig                | Allemagne  |  | 6 min 13 s  |
| 59                   | Kristin Armstrong          | États-Unis |  | 11 min 12 s |
| 61                   | Malgorzata Wysocka         | Pologne    |  | 11 min 23 s |
| 62                   | Rosane Kirch               | Brésil     |  | 11 min 23 s |
| 64                   | Veerle Ingels              | Belgique   |  | 12 min 14 s |
| 66                   | Grete Treier               | Estonie    |  | 21 min 21 s |
| 67                   | Valentina Karpenko         | Ukraine    |  | 21 min 21 s |
| 68                   | Tina Pic                   | États-Unis |  | 21 min 23 s |
| 70                   | Natalia Boyarskaya         | Russie     |  | 22 min 51 s |
| 72                   | Marina Jaunâtre            | France     |  | 22 min 51 s |
| 73                   | Andrea Graus               | Autriche   |  | 22 min 51 s |
| 75                   | Paulina Brzeźna-Bentkowska | Pologne    |  | 28 min 8 s  |